# Bárbara (filme)
Bárbara é a primeira longa-metragem totalmente produzida pela RTP, em película de 35 mm e a cores. Tem argumento de Alfredo Tropa e Fernando Assis Pacheco.
O filme teve música de Manuel Freire, e a direcção de fotografia ficou a cargo de Artur Moura.

## Intérpretes
- Afonso Praça
- António Feio
- Artur Semedo
- Celso Sacaveno
- Ellen Matt
- Estrela Novais
- João Enes
- José Silva
- Josefina Ungaro
- Júlio Cardoso
- Manuela de Melo
- Mário Sancho
- Orlando Costa